# A Felicidade
"A felicidade" é uma canção de bossa nova por Antônio Carlos Jobim, com letra por Vinícius de Moraes, compostar em 1958 para o filme francês Orfeu Negro.
Tom Jobim e Vinícius colaborando em varias músicas para a peca de teatro de 1956, Orfeu da Conceição, mais o produtor francês Sacha Gordine queria material novo para o filme. Segundo ao autor Ruy Castro, "A dupla escreveu três músicas, majoritariamente no telefone, dando que o Vinicíus estava agora trabalhando para o Itamaraty em Montevideo: 'A felicidade,' 'Frevo,' e 'O nosso amor.'" Agostinho dos Santos cantou "A felicidade" durante nos créditos de abertura no filme, acompanhado por Roberto Menescal na guitarra.
O filme venceu o Palme d'Or no Cannes Film Festival de 1959 e o Oscar de melhor filme internacional de 1960, que trazeu a atenção mundial para o Tom Jobim, Vinícius de Moraes, e o movimento de bossa nova.
A versão francesa da música, com letras por André Salvet, foi titulada como "Adieu tristesse", e uma versão italiana, com letras por Mario Panzeri, é titulada "Felicità".